# 1845
Het jaar 1845 is het 45e jaar in de 19e eeuw volgens de christelijke jaartelling.

## Gebeurtenissen
januari
- 29 - In het dagblad New York Evening Mirror verschijnt het gedicht The Raven van Edgar Allan Poe.

maart
- 1 - De Amerikaanse president John Tyler ondertekent een wet die de annexatie van Texas mogelijk maakt.
- 3 - Florida treedt toe tot de Verenigde Staten van Amerika als 27e staat.
- 13 - De winter van dit jaar is bijzonder streng, in Groningen wordt het tien dagen voor Pasen nog -21 °C.
- 17 - De Engelse uitvinder Stephen Perry patenteert het elastiek.

april
- 2 - Léon Foucault en Hippolyte Fizeau maken de eerste foto van de zon.
- 9 - De Nederlandse regering besluit om de West-Indische bezittingen bestuurlijk te scheiden. Suriname en de Nederlandse Antillen krijgen elk een gouverneur, en de post van gouverneur-generaal wordt opgeheven.

mei
- 8 - 12 - Eerste Southern Baptist Convention van Baptisten in de zuidelijke VS die vóór de slavernij zijn.
- 15 - In Gasselternijveen worden zeven mensen op hun belijdenis gedoopt, onder leiding van de voormalige Hervormde predikant Dr. J.E. Feisser. Daarmee ontstaat de éérste Nederlandse Baptistengemeente.
- 19 - De expeditie van John Franklin vaart uit om de Noordwestelijke Doorvaart te vinden.
- 31 - De Tweede Kamer besluit met 34 tegen 21 stemmen het grondwetsvoorstel van de Negenmannen niet in behandeling te nemen; velen zeggen dat de voorstellen 'on-Nederlands' zijn.

juni
- 20 - De eerste boeroes komen aan in Suriname: ruim 200 Nederlandse boeren die men landbouwgronden wil laten ontginnen.

juli
- 3 - Oprichting van de Nederlandsche Rhijnspoorweg-Maatschappij, die de exploitatie overneemt van de treindienst Amsterdam-Utrecht, deze wil doortrekken naar Arnhem en Utrecht wil verbinden met Rotterdam.
- 3 - Eerste optreden van de goochelaar Jean Eugène Robert-Houdin in het Parijse Palais Royal.
- 26 - De Great Britain, het eerste schip met een volledig metalen romp en een schroef voor de aandrijving, wordt in de vaart genomen.

augustus
- 10 - De Great Britain komt op zijn eerste vaart na de recordtijd van vijftien dagen uit Bristol in New York aan. Het is het eerste ijzeren schip dat op stoom de Atlantische Oceaan is overgestoken.
- De Belgische botanicus Charles Morren stelt als eerste de oorzaak vast van de om zich heengrijpende aardappelziekte: de pseudo-schimmel Phytophthora infestans. De ziekte zal uiteindelijk leiden tot grote hongersnood in West-Europa. Met name Ierland wordt zwaar getroffen.

september
- 2 - Op IJsland barst de vulkaan Hekla uit.
- 10 - Koning Willem II der Nederlanden opent de Beurs van Zocher in Amsterdam.

december
- 10 - De Schotse ingenieur Robert William Thompson krijgt patent op de luchtband.
- 29 - De republiek Texas treedt toe tot de Verenigde Staten van Amerika.

zonder datum
- Harmen Sytstra richt het eerste Friestalige literaire tijdschrift Iduna op.
- Karl Marx vestigt zich in Brussel (België).
- Coenraad Jacob Temminck ontdekt een nieuwe diersoort, de Japanse bosgems.

## Beeldende kunst

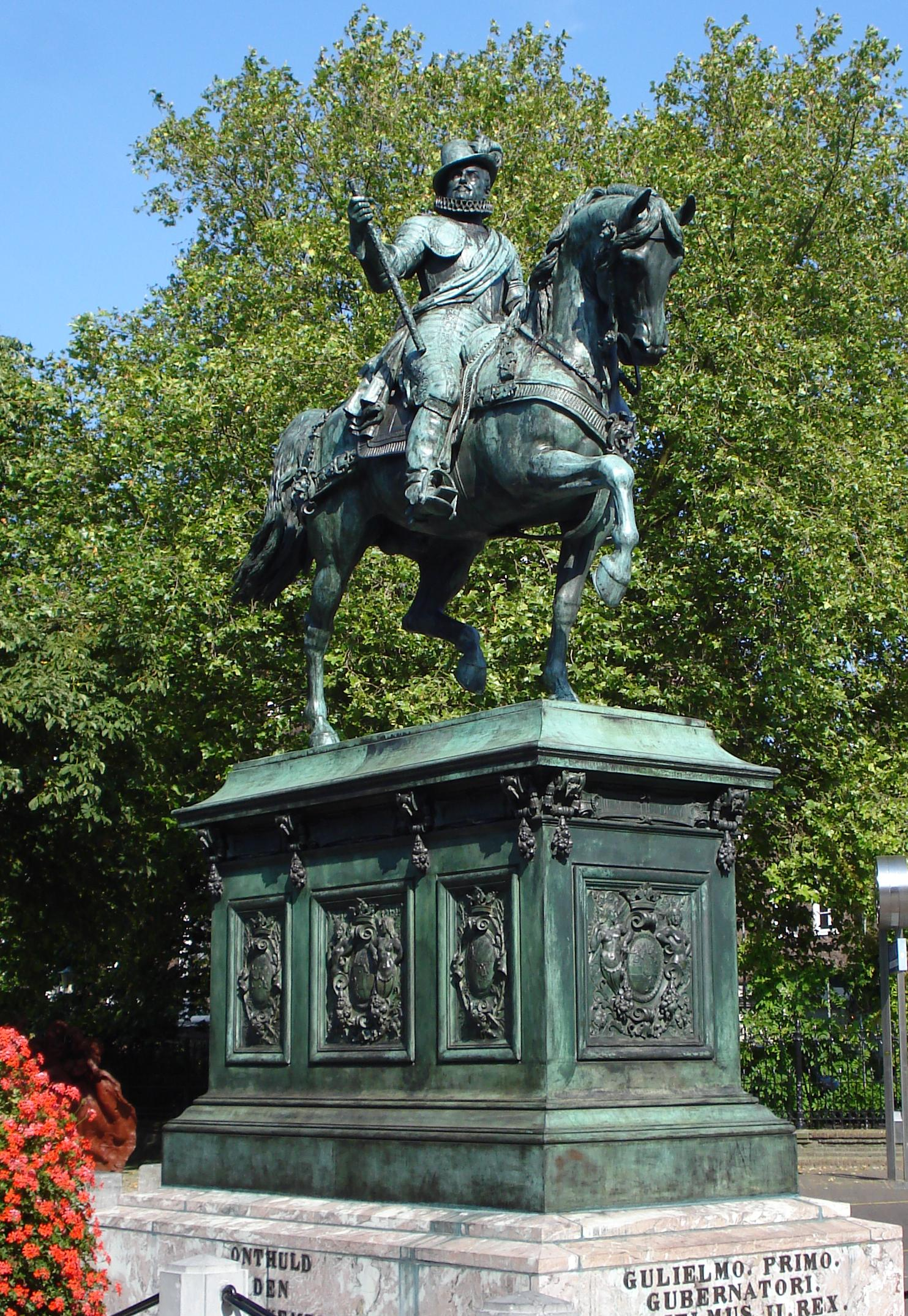
Prins Willem I (1845) Émile de Nieuwerkerke, Noordeinde, Den Haag
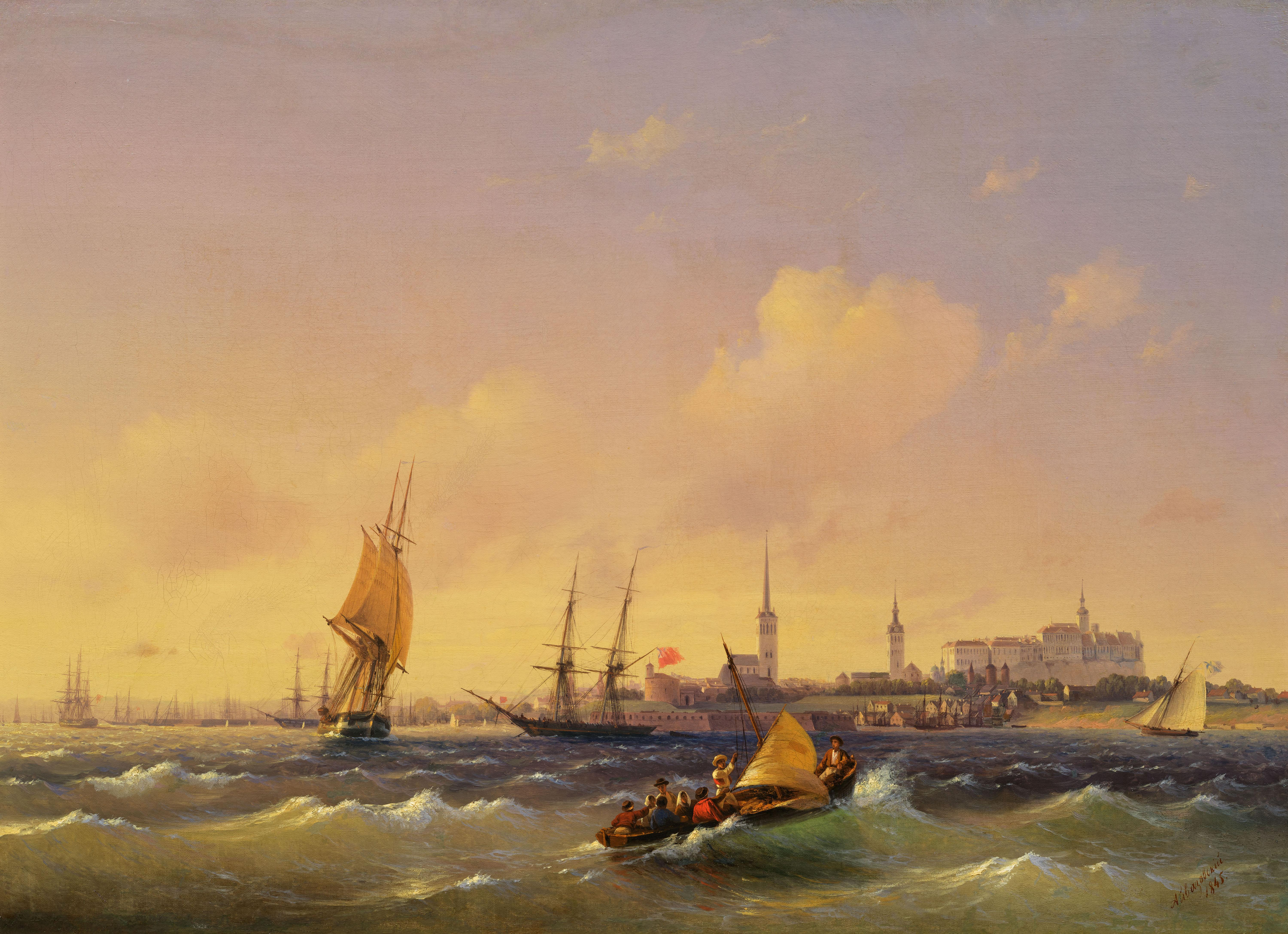
Reval (1845) Ivan Aivazovski

## Geboren
januari
- 1 - Nikola Pašić, Servisch premier (overleden 1926)
- 7 - Lodewijk III van Beieren, de laatste koning van Beieren (overleden 1921)
- 30 - Bernard Blommers, Nederlands schilder en etser (overleden 1914)

februari
- 15 - Elihu Root, Amerikaans jurist en politicus (overleden 1937)
- 26 - Alexander III van Rusland (overleden 1894)

maart
- 3 - Georg Cantor, Duitse wiskundige
- 7 - Daniel David Palmer, Amerikaans oprichter van de chiropraxie
- 27 - Wilhelm Conrad Röntgen, Duits natuurkundige en winnaar van de eerste Nobelprijs voor de Natuurkunde (1901)

april
- 27 - Friedrich von Hefner-Alteneck, Duits ingenieur, elektrotechnicus en uitvinder (overleden 1904)

mei
- 3 - Ivan Tsjerski, Pools-Russisch geoloog en geograaf (overleden 1892)
- 12 - Gabriel Fauré, Frans componist (overleden 1924)
- 30 - Jacob Hepkema, Nederlands journalist en uitgever (overleden 1919)
- 31 - Rookes Crompton, Brits elektrotechnicus (overleden 1940)

juni
- 18 - Charles Louis Alphonse Laveran, Frans medicus en Nobelprijswinnaar (overleden 1922)
- 21 - Rose Wood, Amerikaans actrice en danseres (overleden 1932)

augustus
- 26 - Mary Ann Nichols, eerste canonieke slachtoffer van Jack de Ripper (overleden 1888)

oktober
- 8 - Vilhelmine Møller, Deens feministe en moordenaar (overleden 1936)
- 10 - Anton Jørgen Andersen, Noors componist/cellis (overleden 1926)
- 28 - Zygmunt Wróblewski, Pools natuur- en scheikundige (overleden 1888)

november
- 1 - Sigismund Gorazdowski, Pools priester en heilige (overleden 1920)
- 8 - Henri Jan Landrieu, Belgisch politicus (overleden 1910)
- 17 - Maria van Hohenzollern-Sigmaringen, later gravin van Vlaanderen en moeder van koning Albert I van België (overleden 1912)

december
- 23 - Gustave Ador, Zwitsers politicus en president van het Internationale Rode Kruis (overleden 1928)
- 24 - George I van Griekenland, koning van Griekenland (1863-1913) (overleden 1913)

datum onbekend
- Iosif Ivanovici, Roemeens componist en dirigent (overleden 1902)

## Overleden
februari
- 5 - Robert-Aglae Cauchoix (68), Frans opticien en instrumentmaker

april
- 1 - Francisco Manuel Blanco (66), Spaanse frater en botanicus
- 7 - Julie Clary (73), vrouw van Jozef Bonaparte

juni
- 8 - Andrew Jackson (78), zevende president van de Verenigde Staten

juli
- 9 - Jacob Hendrik van Rechteren van Appeltern (57), Nederlands politicus
- 11 - Johann Wilhelm Meigen (83), Duits entomoloog

september
- 13 - Ignatius de Vinck de Wesel (74), Vlaams politicus
- 16 - Johannes Kinker (81), Nederlands dichter, filosoof, advocaat

december
- 2 - Johann Simon Mayr (82), Duits componist en muziekdocent

## Weerextremen in België
- 9 februari: laagste etmaalgemiddelde temperatuur ooit op deze dag: -7.3 °C.
- 19 februari: laagste etmaalgemiddelde temperatuur ooit op deze dag: -10.8 °C.
- 20 februari: laagste etmaalgemiddelde temperatuur ooit op deze dag: -9.4 °C en laagste minimumtemperatuur: -15.4 °C.
- winter: na de winter van 1963, de winter met laagste gemiddelde temperatuur: -1,4 °C (normaal 3,5 °C).
- 4 maart: laagste etmaalgemiddelde temperatuur ooit op deze dag: -7.5 °C. Dit is de koudste dag ooit in de maand maart.
- 5 maart: laagste etmaalgemiddelde temperatuur ooit op deze dag: -7.4 °C en laagste minimumtemperatuur: -9.1 °C.
- 8 maart: laagste minimumtemperatuur ooit op deze dag: -7.9 °C.
- 9 maart: laagste minimumtemperatuur ooit op deze dag: -6.2 °C.
- 12 maart: laagste etmaalgemiddelde temperatuur ooit op deze dag: -7.4 °C.
- maart: het is de koudste maand maart ooit met een gemiddelde temperatuur van -1,6 °C (normaal 5,5 °C).
- lente: na 1837 lente met laagste gemiddelde temperatuur: 5,4 °C (normaal 9,5 °C).
- 15 juli: laagste etmaalgemiddelde temperatuur ooit op deze dag: 11,7 °C.
- 15 augustus: laagste etmaalgemiddelde temperatuur ooit op deze dag: 11,3 °C.
- 16 augustus: laagste etmaalgemiddelde temperatuur ooit op deze dag: 11,4 °C.
- 7 september: laagste minimumtemperatuur ooit op deze dag: 4,7 °C.

Bron: KMI Gegevens Ukkel 1901-2003 met aanvullingen 